# 733

## Nașteri
- dată necunoscută: Lu Yu  (d. 804)

## Decese
- dată necunoscută: Gherman I al Constantinopolului patriarh al Constantinopolului (n. 634)
- dată necunoscută: Djarir ibn Atiyah  (n. 650)